# Dipentodontaceae
Dipentodontaceae — родина квіткових рослин, що включає два роди.
1. Dipentodon Dunn — південний Китай, Ассам, М'янма[2]
2. Perrottetia Kunth in F.W.H.von Humboldt — південь Китаю, Південно-Східна Азія, Папуазія, Квінсленд, Гаваї, Латинська Америка[3]